# Max Cordignano
Maximilian „Max“ Cordignano, auch Massimiliano Cordignano (* 1851 in Moggio Udinese; † 18. September 1898 in Bad Aussee), war ein italienisch-österreichischer Architekt und Baumeister.

## Leben

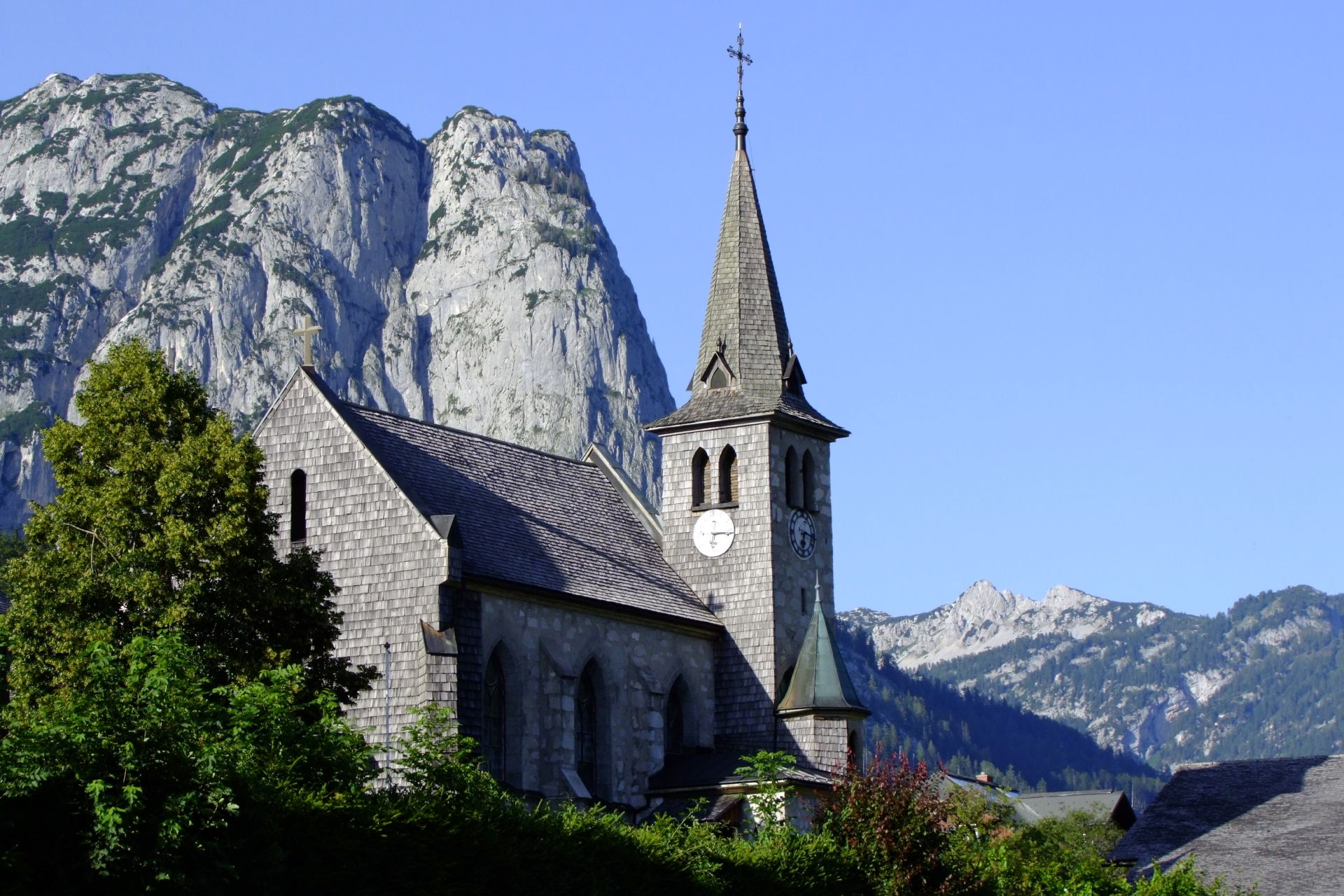
Pfarrkirche Grundlsee

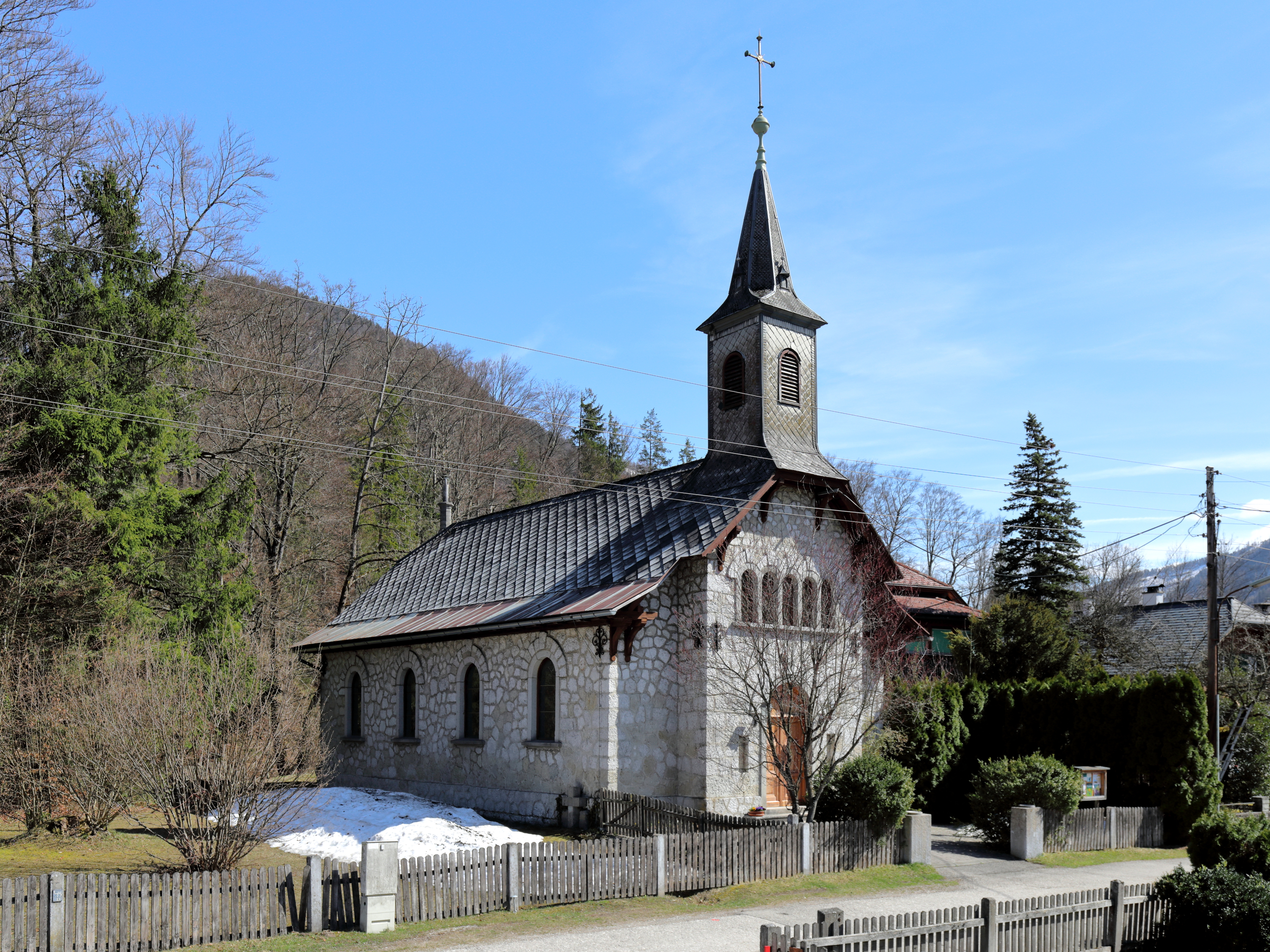
Jesuskirche, Bad Aussee

Max Cordignano begann seine berufliche Karriere als 18-jähriger Saisonbauarbeiter beim Bau der Eisenbahnlinie Bad Aussee – Bad Ischl. In Bad Aussee ließ er sich später als Baumeister und -unternehmer nieder.
Einer seiner drei Söhne war der Musiker und Künstler Hugo Cordignano.

## Werke (Auswahl)
- Cordignano-Haus, Bad Aussee
- 1888: Villa Schäffner, Einfangbühel 2, Bad Ischl
- 1888/1889: Pfarrkirche Grundlsee
- 1887–1989: Kaiser-Franz-Joseph-Badhaus, Bad Aussee (nach Plänen von Franz Kachler)[1]
- 1908: Jesuskirche, Bad Aussee